# Liste nationaler Fußballmeister 2017
Diese Liste zeigt die nationalen Fußballmeister des Kalenderjahres 2017.

## Asian Football Confederation
| Land                         | Verband                                            | Wettbewerb                     | Saison                 | Meister                |
| ---------------------------- | -------------------------------------------------- | ------------------------------ | ---------------------- | ---------------------- |
| Afghanistan                  | Afghanistan Football Federation                    | Afghan Premier League          | 2017                   | Shaheen Asmayee        |
| Australien                   | Football Federation Australia                      | A-League                       | 2016/17                | Sydney FC              |
| Bahrain                      | Bahrain Football Association                       | Bahraini Premier League        | 2016/17                | Malkiya Club           |
| Bangladesch                  | Bangladesh Football Federation                     | Bangladesh Premier League      | Kein Meister ermittelt | Kein Meister ermittelt |
| Bhutan                       | Bhutan Football Federation                         | Bhutan National League         | 2017                   | Transport United       |
| Brunei                       | National Football Association of Brunei Darussalam | Brunei Super League            | Kein Meister ermittelt | Kein Meister ermittelt |
| China                        | Chinese Football Association                       | Chinese Super League           | 2017                   | Guangzhou Evergrande   |
| Chinesisch Taipeh            | Chinese Taipei Football Association                | National Urban League          | 2017                   | Tatung FC              |
| Guam                         | Guam Football Association                          | Guam League                    | 2016/17                | Rovers FC              |
| Hongkong                     | The Hong Kong Football Association                 | Hong Kong Premier League       | 2016/17                | Kitchee SC             |
| Indien                       | All India Football Federation                      | I-League                       | 2017                   | Aizawl FC              |
| Indien                       | All India Football Federation                      | Indian Super League            | Kein Meister ermittelt | Kein Meister ermittelt |
| Indonesien                   | Football Association of Indonesia                  | Liga 1                         | 2017                   | Bhayangkara FC         |
| Irak                         | Iraq Football Association                          | Irakische Fußballmeisterschaft | 2016/17                | al-Quwa al-Dschawiya   |
| Iran                         | Football Federation Islamic Republic of Iran       | Persian Gulf Pro League        | 2016/17                | Persepolis Teheran     |
| Japan                        | Japan Football Association                         | J1 League                      | 2017                   | Kawasaki Frontale      |
| Jemen                        | Yemen Football Association                         | Yemeni League                  | Kein Meister ermittelt | Kein Meister ermittelt |
| Jordanien                    | Jordan Football Association                        | Jordan League                  | 2016/17                | al-Faisaly             |
| Kambodscha                   | Football Federation of Cambodia                    | Cambodian League               | 2017                   | Boeung Ket Angkor      |
| Katar                        | Qatar Football Association                         | Qatar Stars League             | 2016/17                | al-Duhail SC           |
| Kirgisistan                  | Football Federation of Kyrgyz Republic             | Top Liga                       | 2017                   | Alai Osch              |
| Kuwait                       | Kuwait Football Association                        | Kuwaiti Premier League         | 2016/17                | al Kuwait SC           |
| Laos                         | Fédération Lao de Football                         | Lao Premier League             | 2017                   | Lao Toyota FC          |
| Libanon                      | Fédération Libanaise de Football Association       | Libanesische Premier League    | 2016/17                | al Ahed                |
| Macau                        | Macau Football Association                         | Liga de Elite                  | 2017                   | Benfica de Macau       |
| Malaysia                     | Football Association of Malaysia                   | Malaysia Super League          | 2017                   | Johor Darul Ta’zim FC  |
| Malediven                    | Football Association of Maldives                   | Dhivehi Premier League         | 2017                   | New Radiant            |
| Mongolei                     | Mongolian Football Federation                      | Mongolia Premier League        | 2017                   | Erchim FC              |
| Myanmar                      | Myanmar Football Federation                        | Myanmar National League        | 2017                   | Shan United            |
| Nepal                        | All Nepal Football Association                     | Nepal National League          | Kein Meister ermittelt | Kein Meister ermittelt |
| Nordkorea                    | DPR Korea Football Association                     | DPR Korea Liga                 | 2017                   | 25. April SC           |
| Oman                         | Oman Football Association                          | Oman Professional League       | 2016/17                | Dhofar SCSC            |
| Osttimor                     | Federação Futebol Timor-Leste                      | LFA Primeira Divisão           | 2017                   | Karketu Dili           |
| Pakistan                     | Pakistan Football Federation                       | Pakistan Premier League        | Kein Meister ermittelt | Kein Meister ermittelt |
| Palästina                    | Palestinian Football Federation                    | West Bank Premier League       | 2016/17                | Hilal al-Quds Club     |
| Palästina                    | Palestinian Football Federation                    | Gaza Strip Premier League      | 2016/17                | al-Sadaqah             |
| Philippinen                  | Philippine Football Federation                     | Philippines Football League    | 2017                   | Ceres-Negros FC        |
| Saudi-Arabien                | Saudi Arabian Football Federation                  | Saudi Professional League      | 2016/17                | al-Hilal               |
| Singapur                     | Football Association of Singapore                  | S. League                      | 2017                   | Albirex Niigata        |
| Sri Lanka                    | Football Federation of Sri Lanka                   | Dialog Champions League        | 2017                   | Colombo FC             |
| Südkorea                     | Korea Football Association                         | K League Classic               | 2017                   | Jeonbuk Hyundai Motors |
| Syrien                       | Syrischer Arabischer Fußballverband                | Syrische Profiliga             | 2016/17                | al-Dschaisch           |
| Tadschikistan                | Tajikistan Football Federation                     | Wysschaja Liga                 | 2017                   | FC Istiklol            |
| Thailand                     | Football Association of Thailand                   | Thai League                    | 2017                   | Buriram United         |
| Turkmenistan                 | Türkmenistanyň Futbol Federasiýasy                 | Ýokary Liga                    | 2017                   | Altyn Asyr FK          |
| Usbekistan                   | Oʻzbekiston Futbol Federatsiyasi                   | Usbekische Fußballliga         | 2017                   | Lokomotiv Taschkent    |
| Vereinigte Arabische Emirate | United Arab Emirates Football Association          | UAE Arabian Gulf League        | 2016/17                | al-Jazira Club         |
| Vietnam                      | Vietnam Football Federation                        | V.League 1                     | 2017                   | QNK Quảng Nam          |

## Confédération Africaine de Football
| Land                         | Verband                                                         | Wettbewerb                                               | Saison  | Meister                     |
| ---------------------------- | --------------------------------------------------------------- | -------------------------------------------------------- | ------- | --------------------------- |
| Ägypten                      | Egyptian Football Association                                   | Egyptian Premier League                                  | 2016/17 | al Ahly Kairo               |
| Algerien                     | Fédération Algérienne de Football                               | Ligue Professionnelle 1                                  | 2016/17 | ES Sétif                    |
| Angola                       | Federação Angolana de Futebol                                   | Girabola                                                 | 2017    | CD Primeiro de Agosto       |
| Äquatorialguinea             | Federación Ecuatoguineana de Fútbol                             | Primera Division de Honor                                | 2017    | nicht bekannt               |
| Äthiopien                    | Ethiopian Football Federation                                   | Ethiopian Premier League                                 | 2016/17 | Saint-George SA             |
| Benin                        | Fédération Béninoise de Football                                | Championnat National du Bénin                            | 2016/17 | Buffles du Borgou FC        |
| Botswana                     | Botswana Football Association                                   | Botswana Premier League                                  | 2017    | Township Rollers FC         |
| Burkina Faso                 | Fédération Burkinabè de Football                                | Première Division                                        | 2017    | RC Kadiogo Ouagadougou      |
| Burundi                      | Fédération de Football du Burundi                               | Burundi Premier League                                   | 2017    | LLB Sports4Africa FC        |
| Dschibuti                    | Fédération Djiboutienne de Football                             | Djibouti Premier League                                  | 2017    | Djibouti Télécom            |
| Elfenbeinküste               | Fédération Ivoirienne de Football                               | MTN Ligue 1                                              | 2017    | ASEC Mimosas                |
| Eritrea                      | Eritrean National Football Federation                           | Eritrean Premier League                                  | 2017    | nicht ausgetragen           |
| Gabun                        | Fédération Gabonaise de Football                                | Championnat National de D1                               | 2016/17 | CF Mounana                  |
| Gambia                       | Gambia Football Association                                     | GFA League First Division                                | 2016/17 | FC Armed Forces             |
| Ghana                        | Ghana Football Association                                      | Ghana Premier League                                     | 2017    | Aduana Stars                |
| Guinea                       | Fédération Guinéenne de Football                                | Ligue 1                                                  | 2016/17 | Horoya AC                   |
| Guinea-Bissau                | Federação de Futebol da Guiné-Bissau                            | Campeonato Nacional da Guiné-Bissau                      | 2017    | Sport Bissau e Benfica      |
| Kamerun                      | Fédération Camerounaise de Football                             | Première Division                                        | 2017    | Eding Sport FC              |
| Kap Verde                    | Federação Caboverdiana de Futebol                               | Campeonato Cabo-verdiano de Futebol                      | 2017    | Sporting Clube da Praia     |
| Kenia                        | Kenya Football Federation                                       | Kenyan Premier League                                    | 2017    | Gor Mahia FC                |
| Komoren                      | Fédération Comorienne de Football                               | Championnat des Comores                                  | 2017    | Ngaya Club                  |
| Demokratische Republik Kongo | Fédération Congolaise de Football-Association                   | Linafoot                                                 | 2016/17 | Tout Puissant Mazembe       |
| Lesotho                      | Lesotho Football Association                                    | Lesotho Premier League                                   | 2017    | Bantu FC                    |
| Liberia                      | Liberian Football Association                                   | Liberian Premier League                                  | 2017    | LISCR                       |
| Libyen                       | Libyan Football Federation                                      | Libyan Premier League                                    | 2016/17 | nicht ausgetragen           |
| Madagaskar                   | Fédération Malagasy de Football                                 | THB Champions League                                     | 2017    | CNaPS Sport                 |
| Malawi                       | Football Association of Malawi                                  | TNM Super League                                         | 2017    | Be Forward Wanderers        |
| Mali                         | Fédération Malienne de Football                                 | Première Division                                        | 2017    | abgebrochen                 |
| Marokko                      | Fédération Royale Marocaine de Football                         | Groupement National de Football                          | 2017    | Wydad Casablanca            |
| Mauretanien                  | Fédération de Football de la République Islamique de Mauritanie | Ligue 1 Mauretanien                                      | 2017    | ASAC Concorde               |
| Mauritius                    | Mauritius Football Association                                  | Mauritian Premier League                                 | 2016/17 | Pamplemousses SC            |
| Mosambik                     | Federação Moçambicana de Futebol                                | Moçambola                                                | 2017    | UD Songo                    |
| Namibia                      | Namibia Football Association                                    | Namibia Premier League                                   | 2016/17 | nicht ausgetragen           |
| Niger                        | Fédération Nigérienne de Football                               | Ligue 1                                                  | 2016/17 | AS FAN Niamey               |
| Nigeria                      | Nigeria Football Association                                    | Nigerian Football League                                 | 2017    | Plateau United FC           |
| Republik Kongo               | Fédération Congolaise de Football                               | Ligue 1                                                  | 2017    | AC Léopards                 |
| Réunion                      | Ligue Réunionnaise de Football                                  | D1 Promotionelle                                         | 2016/17 | JS Saint-Pierroise          |
| Ruanda                       | Fédération Rwandaise de Football Association                    | National Football League                                 | 2016/17 | Rayon Sports                |
| Sambia                       | Football Association of Zambia                                  | Zambian Premier League                                   | 2017    | ZESCO United                |
| Sansibar                     | Zanzibar Football Association                                   | Zanzibar Premiership League                              | 2017    | JKU FC                      |
| São Tomé und Príncipe        | Federação Santomense de Futebol                                 | Endspiel zwischen den Meistern von São Tomé und Príncipe | 2017    | UDRA                        |
| Senegal                      | Fédération Sénégalaise de Football                              | Ligue 1                                                  | 2016/17 | AS Génération Foot          |
| Seychellen                   | Seychelles Football Federation                                  | Barclays League Division One                             | 2017    | Saint Louis Suns United     |
| Sierra Leone                 | Sierra Leone Football Association                               | Sierra Leone National Premier League                     | 2017    | nicht ausgetragen           |
| Simbabwe                     | Zimbabwe Football Association                                   | Zimbabwe Premier Soccer League                           | 2017    | FC Platinum                 |
| Somalia                      | Somali Football Federation                                      | Somali Football League                                   | 2016/16 | Dekedda FC                  |
| Südafrika                    | South African Football Association                              | Premier Soccer League                                    | 2016/17 | Thanda Royal Zulu           |
| Sudan                        | Sudan Football Association                                      | Sudani Football Premier League                           | 2016/17 | Al-Hilal Khartum            |
| Swasiland                    | National Football Association of Swaziland                      | MTN Premier League                                       | 2016/17 | Royal Leopards FC           |
| Tansania                     | Tanzania Football Federation                                    | Premier League                                           | 2016/17 | Young Africans SC           |
| Togo                         | Fédération Togolaise de Football                                | Championnat National de 1ère Division                    | 2016/17 | AS Togo-Port                |
| Tschad                       | Fédération Tchadienne de Football Association                   | keine Landesliga                                         | 2016/17 | keine Austragung            |
| Tunesien                     | Fédération Tunisienne de Football                               | Championnat de Tunisie                                   | 2016/17 | Espérance Sportive de Tunis |
| Uganda                       | Federation of Uganda Football Associations                      | Ugandan Super League                                     | 2016/17 | Kampala City Council FC     |
| Zentralafrikanische Republik | Fédération Centrafricaine de Football                           | Championnat de la Ligue de Bangui                        | 2016/17 | Olympic Real de Bangui      |

## Confederación Sudamericana de Fútbol
| Land        | Verband                            | Wettbewerb                           | Saison  | Meister                                                     |
| ----------- | ---------------------------------- | ------------------------------------ | ------- | ----------------------------------------------------------- |
| Argentinien | Asociación del Fútbol Argentino    | Primera División                     | 2016/17 | Boca Juniors                                                |
| Bolivien    | Federación Boliviana de Fútbol     | Liga de Fútbol Profesional Boliviano | 2017    | Club Bolivar                                                |
| Brasilien   | Confederação Brasileira de Futebol | Série A                              | 2017    | SC Corinthians                                              |
| Chile       | Federación de Fútbol de Chile      | Primera División                     | 2017    | CSD Colo-Colo (Transicion)                                  |
| Ecuador     | Federación Ecuatoriana de Fútbol   | Serie A                              | 2017    | CS Emelec                                                   |
| Kolumbien   | Federación Colombiana de Fútbol    | Categoría Primera A                  | 2017    | Atletico National (Apertura) Atlético Junior (Finalización) |
| Paraguay    | Asociación Paraguaya de Fútbol     | Primera División                     | 2017    | Club Libertad (Apertura) Club Cerro Porteno (Clausura)      |
| Peru        | Federación Peruana de Fútbol       | Primera División                     | 2017    | Alianza Lima                                                |
| Uruguay     | Asociación Uruguaya de Fútbol      | Primera División                     | 2017    | Club Atlético Peñarol                                       |
| Venezuela   | Federación Venezolana de Fútbol    | Primera División                     | 2017    | Monagas SC                                                  |

## Oceania Football Confederation
| Land                               | Verband                                             | Wettbewerb                        | Saison  | Meister                         |
| ---------------------------------- | --------------------------------------------------- | --------------------------------- | ------- | ------------------------------- |
| Amerikanisch-Samoa                 | Football Federation American Samoa                  | FFAS Senior League                | 2017    | Pago Youth                      |
| Cookinseln                         | Cook Islands Football Association                   | Cook Islands Round Cup            | 2017    | Tupapa FC                       |
| Fidschi                            | Fiji Football Association                           | National Football League          | 2017    | Lautoka FC                      |
| Föderierte Staaten von Mikronesien | Federated States of Micronesia Football Association | Pohnpei Premier League            | 2017    | nicht bekannt                   |
| Kiribati                           | Kiribati Islands Football Association               | Kiribati National Championship    | 2017    | nicht bekannt                   |
| Neukaledonien                      | Fédération Calédonienne de Football                 | Division d’Honneur                | 2017    | Hienghène Sport                 |
| Neuseeland                         | New Zealand Football                                | New Zealand Football Championship | 2016/17 | Team Wellington                 |
| Niue                               | Niue Island Soccer Association                      | Niue Soccer Tournament            | 2017    | nicht bekannt/nicht ausgetragen |
| Palau                              | Palau Soccer Association                            | Palau Soccer League               | 2017    | nicht bekannt/nicht ausgetragen |
| Papua-Neuguinea                    | Papua New Guinea Football Association               | National Soccer League            | 2017    | Lae City Dwellers               |
| Salomonen                          | Solomon Islands Football Federation                 | Telekom S-League                  | 2017    | Solomon Warriors FC             |
| Samoa                              | Football Federation Samoa                           | Samoa National League             | 2017    | Lupe o le Soaga                 |
| Tahiti                             | Fédération Tahitienne de Football                   | Tahiti Division Fédérale          | 2016/17 | AS Dragon                       |
| Tonga                              | Tonga Football Association                          | Tonga Major League                | 2017    | Veitongo                        |
| Tuvalu                             | Tuvalu National Football Association                | Tuvalu A-Division                 | 2017    | FC Manu Laeva                   |
| Vanuatu                            | Vanuatu Football Federation                         | Premia Divisen                    | 2017    | Ifira Black Bird FC             |

## Union of European Football Associations
| Land                    | Verband                                        | Wettbewerb                       | Saison  | Meister                |
| ----------------------- | ---------------------------------------------- | -------------------------------- | ------- | ---------------------- |
| Albanien                | Federata Shqiptare e Futbollit                 | Kategoria Superiore              | 2016/17 | FK Kukësi              |
| Andorra                 | Federació Andorrana de Futbol                  | Primera Divisió                  | 2016/17 | FC Santa Coloma        |
| Armenien                | Football Federation of Armenia                 | Bardsragujn chumb                | 2016/17 | FC Alaschkert Martuni  |
| Aserbaidschan           | Azərbaycan Futbol Federasiyaları Assosiasiyası | Premyer Liqası                   | 2016/17 | FK Qarabağ Ağdam       |
| Belgien                 | Königlicher Belgischer Fußballverband          | Jupiler Pro League               | 2016/17 | RSC Anderlecht         |
| Bosnien und Herzegowina | Nogometni/Fudbalski Savez Bosne i Hercegovine  | Premijer Liga                    | 2016/17 | HŠK Zrinjski Mostar    |
| Bulgarien               | Bulgarski futbolen Sojus                       | A Grupa                          | 2016/17 | Ludogorez Rasgrad      |
| Dänemark                | Dansk Boldspil-Union                           | Superliga                        | 2016/17 | FC Kopenhagen          |
| Deutschland             | Deutscher Fußball-Bund                         | Bundesliga                       | 2016/17 | Bayern München         |
| England                 | The Football Association                       | Premier League                   | 2016/17 | FC Chelsea             |
| Estland                 | Eesti Jalgpalli Liit                           | Meistriliiga                     | 2017    | FC Flora Tallinn       |
| Färöer                  | Fótbóltssamband Føroya                         | Vodafonedeildin                  | 2017    | Víkingur Gøta          |
| Finnland                | Suomen Palloliitto                             | Veikkausliiga                    | 2017    | HJK Helsinki           |
| Frankreich              | Fédération Française de Football               | Ligue 1                          | 2016/17 | Paris St. Germain      |
| Georgien                | Sakartwelos Pechburtis Pederazis               | Umaghlessi Liga                  | 2017    | Torpedo Kutaissi       |
| Griechenland            | Elliniki Podosferiki Omospondia                | Super League                     | 2016/17 | Olympiakos Piräus      |
| Irland                  | Football Association of Ireland                | League of Ireland                | 2017    | Cork City              |
| Island                  | Knattspyrnusamband Íslands                     | Pepsideild                       | 2017    | Valur Reykjavík        |
| Israel                  | Israel Football Association                    | Ligat ha’Al                      | 2016/17 | Hapoel Be’er Scheva    |
| Italien                 | Federazione Italiana Giuoco Calcio             | Serie A                          | 2016/17 | Juventus Turin         |
| Kasachstan              | Qasaqstannyng Futbol Federazijassy             | Premjer-Liga                     | 2017    | FK Astana              |
| Kroatien                | Hrvatski nogometni savez                       | 1. HNL                           | 2016/17 | HNK Rijeka             |
| Lettland                | Latvijas Futbola federācija                    | Virslīga                         | 2017    | FK Spartaks Jūrmala    |
| Liechtenstein           | Liechtensteiner Fussballverband                | keine Meisterschaft              |         |                        |
| Litauen                 | Lietuvos futbolo federacija                    | A lyga                           | 2017    | Sūduva Marijampolė     |
| Luxemburg               | Fédération Luxembourgeoise de Football         | Nationaldivision                 | 2016/17 | F91 Düdelingen         |
| Malta                   | Malta Football Association                     | Maltese Premier League           | 2016/17 | Hibernians Paola       |
| Nordmazedonien          | Fudbalska Federacija na Makedonija             | Prva Makedonska Liga             | 2016/17 | Vardar Skopje          |
| Moldau                  | Federația Moldovenească de Fotbal              | Divizia Națională                | 2016/17 | Sheriff Tiraspol       |
| Montenegro              | Fudbalski savez Crne Gore                      | Prva Crnogorska Liga             | 2016/17 | FK Budućnost Podgorica |
| Niederlande             | Koninklijke Nederlandse Voetbal Bond           | Eredivisie                       | 2016/17 | Feyenoord Rotterdam    |
| Nordirland              | Irish Football Association                     | NIFL Premiership                 | 2016/17 | Linfield FC            |
| Norwegen                | Norges Fotballforbund                          | Eliteserien                      | 2017    | Rosenborg Trondheim    |
| Österreich              | Österreichischer Fußball-Bund                  | Bundesliga                       | 2016/17 | FC Red Bull Salzburg   |
| Polen                   | Polski Związek Piłki Nożnej                    | Ekstraklasa                      | 2016/17 | Legia Warschau         |
| Portugal                | Federação Portuguesa de Futebol                | Primeira Liga                    | 2016/17 | Sporting Lissabon      |
| Rumänien                | Federația Română de Fotbal                     | Liga 1                           | 2016/17 | FC Viitorul Constanța  |
| Russland                | Rossijski Futbolny Sojus                       | Premjer-Liga                     | 2017    | Spartak Moskau         |
| San Marino              | Federazione Sammarinese Giuoco Calcio          | Campionato Sammarinese di Calcio | 2016/17 | SP La Fiorita          |
| Schottland              | Scottish Football Association                  | Scottish Premier League          | 2016/17 | Celtic Glasgow         |
| Schweden                | Svenska Fotbollförbundet                       | Fotbollsallsvenskan              | 2017    | Malmö FF               |
| Schweiz                 | Schweizerischer Fussballverband                | Raiffeisen Super League          | 2016/17 | FC Basel               |
| Serbien                 | Fudbalski savez Srbije                         | SuperLiga                        | 2016/17 | FK Partizan Belgrad    |
| Slowakei                | Slovenský futbalový zväz                       | Fortuna liga                     | 2016/17 | MŠK Žilina             |
| Slowenien               | Nogometna zveza Slovenije                      | Slovenska Nogometna Liga         | 2016/17 | NK Maribor             |
| Spanien                 | Real Federación Española de Fútbol             | Primera División                 | 2016/17 | Real Madrid            |
| Tschechien              | Českomoravský fotbalový svaz                   | HET Liga                         | 2016/17 | Slavia Prag            |
| Türkei                  | Türkiye Futbol Federasyonu                     | Süper Lig                        | 2016/17 | Beşiktaş Istanbul      |
| Ukraine                 | Federazija Futbolu Ukrajiny                    | Premjer-Liha                     | 2016/17 | Schachtar Donezk       |
| Ungarn                  | Magyar Labdarúgó Szövetség                     | Nemzeti Bajnokság                | 2016/17 | Budapest Honvéd        |
| Wales                   | Football Association of Wales                  | Welsh Premier League             | 2016/17 | The New Saints FC      |
| Belarus                 | Belaruskaja Federazyja Futbola                 | Wyschejschaja Liha               | 2017    | BATE Baryssau          |
| Zypern                  | Cyprus Football Association                    | First Division                   | 2016/17 | APOEL Nikosia          |